# Вінницька вулиця (Київ)
Ві́нницька ву́лиця — вулиця в Солом'янському районі міста Києва, місцевість Чоколівка. Пролягає від вулиці Святослава Хороброго до Волинської вулиці.

## Історія
За даними довідника «Вулиці Києва», вулиця виникла на початку XX століття під назвою (2-га) Богуславська.  Сучасна назва — з 1955 року. Початковий відрізок прокладено і забудовано в 1950-ті роки.
На вулиці Вінницькій розташований Парк Захисників України.

## Установи та заклади
- Національна академія управління (буд. № 10)
- Київський технікум менеджменту транспортного будування (буд. № 10)
- Київський механічний завод Міноборони України (буд. № 14/39)